# ۹۷ دلو
۹۷ دلو یک ستاره است که در صورت فلکی دلو قرار دارد.